# Oxie (stacja kolejowa)
Oxie (szwed: Oxie station) – stacja kolejowa w Oxie, w regionie Skania, w Szwecji. Znajduje się na południowy wschód od Malmö. Jest obsługiwane przez pociąi regionalne Pågatåg do Simrishamn.